# Seminario Internacional San Pío X

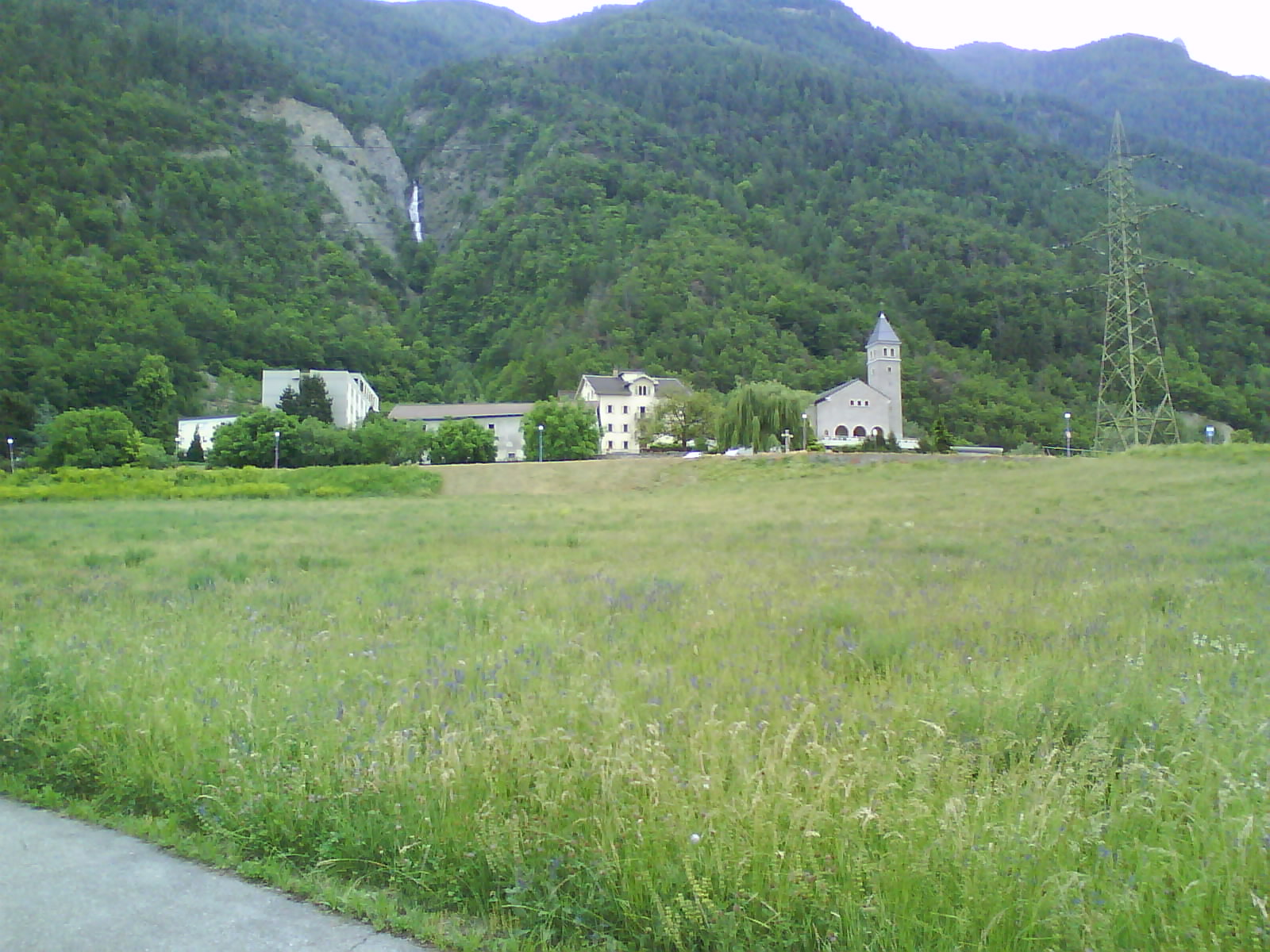
El seminario de Écône al pie de la montaña

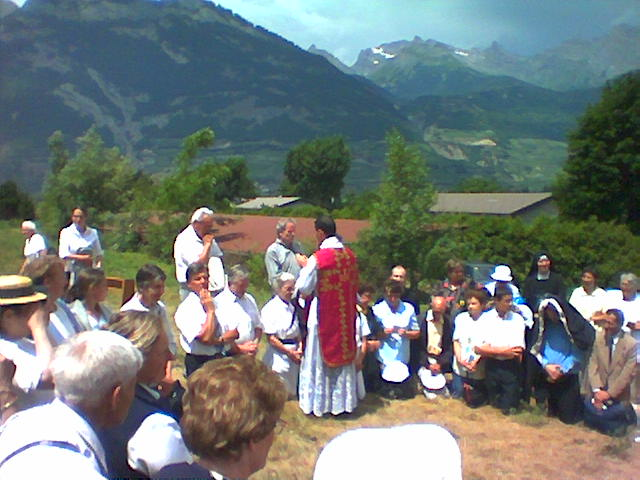
Un sacerdote de la fraternidad imparte la bendición después de ser ordenado

El Seminario Internacional San Pío X es el primer seminario de la Fraternidad Sacerdotal San Pío X (FSSPX), que cuenta con otros cinco seminarios más.
Está situado en Écône, Riddes (Suiza), al pie de los Alpes, fundado por monseñor Marcel Lefebvre en 1971 y siendo en su cripta donde descansan sus restos.

## Profesores ilustres
- Michel-Louis Guérard des Lauriers, O.P. (1971-1977).
- P. Jean-Michel Gleize. (1996-actualidad).